# Torockógyertyános
Torockógyertyános (románul Vălișoara) falu Romániában, Erdélyben, Fehér megyében.

## Fekvése
A Torockói-havasok alatt, Torockótól délre fekvő település.

## Története
A falut 1342-1343-ban említette először oklevél Gerttyanos néven.
1470-ben Gyethianus, 1473-ban Yorthyanos, 1516-ban Gerttyanos, 1733-ban Vallye, 1750-ben Vale, 1760-1762-ben Gyertyános, 1808-ban Gyertyános néven írták.
A település Torockó vár tartozéka volt. Lakói Torockóról áttelepült magyarok voltak.
1473-ban 15 jobbágytelek Frath Miklós, Baki Miklós, Sánta Mán, Lappady Péter és Kis Dán jobbágyok birtoka volt.
Az 1700-as évek elején az egy időre néptelenné vált faluba románok költöztek.
1910-ben 554 román lakosa volt, melyből 522 görögkatolikus, 32 görögkeleti ortodox volt.
A trianoni békeszerződés előtt  Torda-Aranyos vármegye Torockói járásához tartozott.
A 2002-es népszámláláskor 197 lakosa közül 185 fő (93,9%) román, 8 (4,1%) cigány, 4 (2,0%) pedig magyar volt.

## Nevezetességek
- Kőköz:  természeti szépségekben gazdag sziklaszoros.